# لیک لافایت (میزوری)
لیک لافایت (به انگلیسی: Lake Lafayette) یک شهر در ایالات متحده آمریکا است که در شهرستان لافایت، میزوری واقع شده‌است. لیک لافایت ۱٫۹۷ کیلومتر مربع مساحت و ۳۲۷ نفر جمعیت دارد و ۲۶۲ متر بالاتر از سطح دریا قرار دارد.